# Charles Albert de Moré de Pontgibaud
Charles Albert de Moré de Pontgibaud, comte de Moré-Chaulnes, dit le chevalier de Pontgibaud, né le 21 avril 1758 à Clermont-Ferrand et mort le 2 juin 1837 à Paris, est un militaire français.

## Biographie
Charles Albert de Moré de Pontgibaud est le fils de César de Moré de Pontgibaud (1703-1788), mousquetaire et chevalier de Saint Louis, et de Julie d'Irumberry de Salaberry (1730-1769).
Il est le frère de Albert-François de Moré de Pontgibaud. Son neveu Armand de Moré de Pontgibaud, fut fait pair de France par Charles X en 1827. Il est aussi cousin germain de Charles-Marie d'Irumberry de Salaberry
En 1777, il embarque pour servir à la guerre d'indépendance des États-Unis. Il est engagé volontaire dans les rangs des Américains, et sert comme aide de camp de La Fayette.
Revenu en France en 1779 avec le grade de capitaine, il repart l'année suivante avec La Fayette pour les Etats-Unis
Il participe avec le grade de major à la bataille de Monmouth, sert à la bataille de Yorktown, en 1781 et sert dans l'armée continentale principale jusqu'en novembre 1783, où il regagne la France. 
En 1783, il fait partie des fondateurs de la Société des Cincinnati.
Il sert ensuite au Régiment du Roi jusqu'en 1788, où il est réformé.
Il refuse de servir sous son ancien chef lorsque celui-ci commande la garde nationale et émigre avec son frère en août 1791.
En 1792, il sert dans l'Armée des Princes puis, ayant appris que le Congrès américain payait l'arrérage de solde dû aux officiers qui avaient été à son service, il retourne aux États-Unis vers cette époque. Revenu en Europe, il se fixe à Hambourg, avant de regagner la France.
Après l'attentat de la rue Saint-Nicaise, en 1799, il quitte à nouveau la France. Il officie avec son frère en Italie dans un comptoir de commerce. 
Avec son frère, il regagne la France seulement à la première Restauration, en 1814.

### Mariage
Par contrat passé devant Boulard, notaire à Paris, le 30 juillet 1789, puis par célébration dans l'église Saint-Sulpice le 1er août, il épouse Adélaïde Jeanne Marie Louise Jourda de Vaux (6 juillet 1751 - 15 février 1836), veuve avec trois enfants du comte François-Marie de Fougières, maréchal de camp, et fille du maréchal de Vaux. Tous deux n'eurent pas d'enfant.

### Distinctions
- Chevalier de l'ordre royal et militaire de Saint-Louis ;
- Membre de la Société des Cincinnati

## Publications
- Mémoires du Comte de Moré, précédés de cinq lettres, ou Considérations sur les mémoires particuliers (par le Comte de Salaberry). Paris : V. Thiercelin, 1828
- Mémoires du Comte de Moré (1758-1837) / publiés pour la Société d'histoire contemporaine par M. Geoffroy de Grandmaison & le Comte de Pontgibaud, 1898, 339 pages, lire en ligne.